# Ty Rattie
Ty Rattie (* 5. Februar 1993 in Airdrie, Alberta) ist ein kanadischer Eishockeyspieler, der seit April 2022 beim Linköping HC aus der Svenska Hockeyligan (SHL) unter Vertrag steht und dort auf der Position des rechten Flügelstürmers spielt. Zuvor war Rattie zwischen 2013 und 2019 unter anderem in den Organisationen der St. Louis Blues, Carolina Hurricanes und Edmonton Oilers in der National Hockey League (NHL) aktiv, für die er insgesamt 98 Partien bestritt.

## Karriere

### Portland Winterhawks
Ty Rattie wurde im Mai 2008 beim Bantam Draft der Western Hockey League (WHL) in der ersten Runde an zweiter Gesamtposition – hinter Ryan Nugent-Hopkins – von den Portland Winter Hawks ausgewählt. Der Flügelstürmer absolvierte daraufhin noch einige Spiele für unterklassige Juniorenteams und rückte spät in der WHL-Saison 2008/09 in den Kader der Winterhawks auf. In der Saison darauf erzielte Rattie als WHL-Rookie in der regulären Saison 37 Scorerpunkte in 61 Partien, sowie vier weitere Punkte in 13 Play-off-Spielen, bevor die Winterhawks in der zweiten Play-off-Runde den Vancouver Giants unterlagen.
In der WHL-Saison 2010/11 erreichte Rattie mit den Portland Winterhawks das WHL-Finale um den Ed Chynoweth Cup, in welchem er sich mit seiner Mannschaft nach fünf Spielen der Best-of-Seven-Serie den Kootenay Ice geschlagen geben musste. Wenig später wählten ihn die St. Louis Blues aus der National Hockey League (NHL) beim NHL Entry Draft 2011 mit ihrem ersten Wahlrecht in der zweiten Runde an insgesamt 32. Position aus. Nachdem Ty Rattie nicht für den Kader der Blues für die NHL-Saison 2011/12 nominiert worden war, wurde er zu seiner weiteren Entwicklung zurück zu den Winterhawks in die WHL geschickt. Im November 2011 wurde er zum WHL-Spieler des Monats gewählt, nachdem er in den elf Spielen der Winterhawks in diesem Monat 16 Tore und insgesamt 28 Scorerpunkte erzielt hatte. Insgesamt erzielte Rattie in der WHL-Saison 2011/12 121 Scorerpunkte in 69 Spielen. Damit war er drittbester Scorer der Western Hockey League sowie erfolgreichster Punktesammler der Winterhawks. In den Play-offs dieser Spielzeit erreichten die Portland Winterhawks wie in der Vorsaison das WHL-Finale, wo sie im siebten Spiel der Best-of-Seven-Serie den Edmonton Oil Kings unterlagen. Ty Rattie gelangen dabei in 21 Play-off-Einsätzen 19 Tore und insgesamt 33 Punkte. Damit war er hinter Teamkollege Sven Bärtschi zweitbester Scorer der Liga.
Am 1. Juni 2012 unterschrieb Rattie einen Einstiegsvertrag bei den St. Louis Blues. In der WHL-Saison 2012/13 erzielte Rattie 110 Scorerpunkte und war hinter seinen Teamkollegen Brendan Leipsic und Nic Petan (je 120) drittbester Scorer der WHL. Rattie erreichte mit den Winterhawks zum dritten Mal in Folge das WHL-Finale und traf dort wie in der Vorsaison auf die Edmonton Oil Kings, die sie mit 4:2-Spielen bezwingen konnten. Ty Rattie gelangen dabei in 21 Play-off-Partien 20 Tore und 16 Torvorlagen, wodurch er im Anschluss an das Finale als wertvollster Spieler der Play-offs ausgezeichnet wurde. Durch den Gewinn des Ed Chynoweth Cup erspielten sich die Portland Winterhawks auch eine Teilnahme am Memorial Cup 2013, wo sie erst im Finale den Halifax Mooseheads aus der Québec Major Junior Hockey League unterlagen. Im Anschluss an die Spielzeit wurde der Rechtsschütze in das WHL West Second All-Star-Team und in das Memorial Cup All-Star-Team gewählt. Ty Rattie beendete seine WHL-Karriere mit 50 Play-off-Toren als erfolgreichster Play-off-Torschütze der Western Hockey League aller Zeiten. Den vorherigen Rekord hielt Mark Pederson, der von 1985 bis 1988 47 Play-off-Treffer erzielte.

### St. Louis, Carolina und Edmonton
Mit Beginn der Saison 2013/14 trat Rattie in die Organisation der St. Louis Blues über, kam dabei in den folgenden dreieinhalb Spielzeiten allerdings überwiegend für deren AHL-Farmteam, die Chicago Wolves, zum Einsatz. Über den Waiver wurde er im Januar 2017 von den Carolina Hurricanes ausgewählt, die ihn allerdings nur einen Monat später wieder über den Waiver an St. Louis verloren. Nach der Saison verlängerten die Blues den auslaufenden Vertrag des Angreifers nicht, sodass er sich im Juli 2017 als Free Agent den Edmonton Oilers anschloss. Dort etablierte er sich zur Saison 2018/19 im NHL-Aufgebot, sodass er erstmals nicht in der AHL zum Einsatz kam.

### Wechsel nach Europa
Im Juli 2019 unterzeichnete Rattie einen Einjahresvertrag bei Lokomotive Jaroslawl mit Spielbetrieb in der Kontinentalen Hockey-Liga (KHL) und verließ somit erstmals in seiner Karriere Nordamerika. Bereits Ende Oktober 2019 wechselte er innerhalb der Liga zu Torpedo Nischni Nowgorod, wo er die Spielzeit beendete. Anschließend war er ein Jahr für Porin Ässät in der finnischen Liiga aktiv. Im Juni 2021 wechselte er schließlich zu Timrå IK in die Svenska Hockeyligan (SHL), wo er eine Spielzeit verbrachte. Daraufhin wechselte er im April 2022 zum Ligakonkurrenten Linköping HC.

### International
Rattie vertrat sein Heimatland erstmals bei einem internationalen Turnier bei der World U-17 Hockey Challenge 2010, bei der er für das Team Canada Pacific fünf Partien absolvierte und dabei neun Scorerpunkte erzielte. Bei der U20-Junioren-Weltmeisterschaft 2013 erreichte er mit der kanadischen Nationalmannschaft den vierten Platz.

## Erfolge und Auszeichnungen
| - 2011 Teilnahme am CHL Top Prospects Game - 2011 WHL-Spieler des Monats November - 2012 WHL West First All-Star-Team - 2013 Ed-Chynoweth-Cup-Gewinn mit den Portland Winterhawks - 2013 WHL Playoff MVP | - 2013 WHL West Second All-Star-Team - 2013 Memorial Cup All-Star-Team - 2015 Teilnahme am AHL All-Star Classic - 2018 Teilnahme am AHL All-Star Classic |

## Karrierestatistik
Stand: Ende der Saison 2023/24

### International
Vertrat Kanada bei:
- World U-17 Hockey Challenge 2010
- U20-Junioren-Weltmeisterschaft 2013

(Legende zur Spielerstatistik: Sp oder GP = absolvierte Spiele; T oder G = erzielte Tore; V oder A = erzielte Assists; Pkt oder Pts = erzielte Scorerpunkte; SM oder PIM = erhaltene Strafminuten; +/− = Plus/Minus-Bilanz; PP = erzielte Überzahltore; SH = erzielte Unterzahltore; GW = erzielte Siegtore; 1 Play-downs/Relegation; Kursiv: Statistik nicht vollständig)